# Renato Sandri
Renato Sandri (Marcaria, 27 luglio 1926 – Mantova, 13 luglio 2019) è stato un politico, partigiano e saggista italiano.

## Biografia
All'età di 17 anni raggiunse i Monti Lessini sopra Verona partecipando alla Resistenza meritandosi la medaglia di bronzo al valor militare. Il 25 aprile 1945 era a Milano guardia del corpo di Sandro Pertini. Fu il primo presidente dell'ANPI di Mantova. Dal 1964 al 1980 ha seguito gli eventi dell'America Latina in qualità di membro della sezione esteri del Partito Comunista Italiano. Fu amico personale di Salvador Allende e pochi giorni prima del golpe di Pinochet fu insignito dell'ordine di O'Higgins, massima onorificenza cilena.
Deputato al Parlamento italiano per quattro legislature (1963-1979), è stato anche membro del parlamento europeo dal 1972 al 1979.

## Pubblicistica
In trent'anni di ricerca ha raccolto una ricca serie di testimonianze sulla Resistenza italiana ed europea.
Ha pubblicato per Einaudi, con Enzo Collotti e Frediano Sessi Il Dizionario della Resistenza" ISBN 88-06-14689-0.